# غودزيلا ضد كونغ
غودزيلا ضد كونغ (بالإنجليزية: Godzilla vs. Kong)‏ هو فيلم وحوش أمريكي لعام 2021 من إخراج آدم وينجارد. وهو تكملة لفيلم كونغ: جزيرة الجمجمة (2017) وغودزيلا: ملك الوحوش (2019)، وهو الفيلم الرابع من سلسلة افلام عالم الوحوش الاسكورية، والفيلم السادس والثلاثون في امتياز غودزيلا، والفيلم الثاني عشر في امتياز كينغ كونغ، والفيلم الرابع لغودزيلا من إنتاج استوديو هوليوود بالكامل.
نجوم الفيلم هم ألكسندر سكارسجارد، ميلي بوبي براون، ريبيكا هول، بريان تيري هنري، شون أوغوري، إيزا غونزاليس، جوليان دينيسون، لانس ريديك، كايل تشاندلر، و‌ديميان بشير. في الفيلم، يصطدم كونغ مع غودزيلا حيث يقوم البشر بإغراء القرد إلى الأرض الجوفاء لاستعادة مصدر طاقة لسلاح سري لإيقاف هياج غودزيلا الغامض.
تم الإعلان عن المشروع في أكتوبر 2015 عندما أعلنت ليجنداري عن خطة للجمع بين عالمي غودزيلا وكينغ كونغ، ٱجتمع كتاب الفيلم في مارس 2017 وتم إعلان آدم وينغارد مخرجا له في ماي 2017. بدأ التصوير الرئيسي في نوفمبر 2018 في هاواي، أستراليا، وهونغ كونغ، واختتم في أبريل 2019.
بعد تأجيله من تاريخ إصدار نوفمبر 2020 بسبب جائحة COVID-19، تم إصدار الفيلم بشكل مسرحي دوليًا في 24 مارس 2021، وفي الولايات المتحدة في 31 مارس، حيث تم إصداره أيضًا على HBO Max في وقت واحد. تلقى الفيلم تقييمات إيجابية بشكل عام من النقاد، مع المديح للتأثيرات المرئية وتسلسل الحركة، ولكن النقد تجاه الشخصيات البشرية. لقد حطم العديد من سجلات شباك التذاكر الوبائية، وحقق أكثر من 468.2 مليون دولار في جميع أنحاء العالم، مقابل ميزانية إنتاج تتراوح بين 155-200 مليون دولار ونقطة تعادل 330 مليون دولار، مما يجعله ثامن أعلى فيلم في عام 2021 . كان الفيلم أيضًا نجاحًا متدفقًا، وأصبح العنصر الأكثر نجاحًا في تاريخ HBO Max حتى تجاوزه فيلم مورتال كومبات.

## القصة
بعد خمس سنوات من هزيمة غودزيلا للملك غيدوراه، يراقب الملك كونغ داخل قبة عملاقة في جزيرة الجمجمة. يزور كونغ جيا، آخر مواطن إيوي وابنة بالتبني لخبيرة كونغ إيلين أندروز، وهي صماء وتتواصل مع كونغ عبر لغة الإشارة. بيرني هايز، موظف في ابيكس سيبرنتيكس ومضيف بودكاست مؤامرة على تيتان، يستخرج البيانات التي تشير إلى أنشطة شريرة في منشأة ابيكس بينساكولا. ومع ذلك، هاجم غودزيلا المنشأة فجأة؛ أثناء الهياج، يتعثر بيرني على جهاز ضخم.
تستعين ماديسون راسل، مستمعة بودكاست بيرني، صديقتها جوش للتحقيق في هجمات غودزيلا. يقوم الرئيس التنفيذي لشركة ابيكس والتر سايمونز بتجنيد ناثان ليند، عالم مونارش السابق، ومنظر مقدس الأرض، لتوجيه البحث عن مصدر طاقة إلى مقدس الأرض، العالم المنزلي للجبابرة. كان ناثان مترددًا في البداية حيث توفي شقيقه في رحلة استكشافية إلى الأرض الجوفاء بسبب تأثير الجاذبية العكسية القوي. يوافق بعد أن كشف والتر أن ابيكس طورت HEAVs ، وهي حرف متخصصة قادرة على تحمل الضغط الذي يمارسه مجال الجاذبية. يقنع ناثان إيلين بالسماح لـ كونغ بإرشادهم عبر الأرض الجوفاء عبر بؤرة استيطانية في أنتاركتيكا. ناثان وإلين وفريق ابيكس بقيادة ابنة والتر مايا يركبون بارجة معدلة ترافقها البحرية الأمريكية تحمل كونغ مخدرًا وضبط النفس. يهاجم غودزيلا القافلة ويهزم كونغ لكنه يتراجع بعد أن عطلت السفن قوتها وخدعته ليعتقد أنها دمرت. لتجنب تنبيه غودزيلا، تم نقل كونغ جواً إلى مدخل الأرض الجوفاء، وأقنعه جيا بدخول النفق بينما يتبعه الفريق في HEAVs. يجد ماديسون وجوش بيرني، الذي ينضم إلى تحقيقهما. يتسللون إلى قاعدة ابيكس المحطمة، ويكتشفون منشأة سرية تحت الأرض، ويتم حبسهم عن غير قصد في وسيلة نقل تحت الأرض من نوع هيبرلوب إلى المقر الرئيسي ابيكس في هونغ كونغ، حيث يتعثرون عن غير قصد في اختبار روبوغودزيلا. يتم التحكم فيه بشكل توارد خواطر من قبل رين سيريزاوا، ابن الراحل إيشيرو سيريزاوا، من خلال الشبكات العصبية من جمجمة رأس غيدوراه المقطوع، ولكن تعثرت بسبب قيود إمدادات الطاقة الخاصة به. يعتزم والتر تسخير طاقة الأرض الجوفاء للتغلب على قيود روبوغودزيلا. داخل الأرض المجوفة، وجد كونغ والفريق نظامًا بيئيًا مشابهًا لجزيرة الجمجمة. يكتشفون غرفة عرش أجدادهم، حيث يجدون بقايا حرب قديمة مع نوع غودزيلا وفأس متوهج مصنوع من الصفائح الظهرية لغدزيلا آخر. أثناء تحديد مصدر الطاقة، يرسل فريق ابيكس توقيعه مرة أخرى إلى قاعدتهم في هونغ كونغ على الرغم من احتجاجات الين. بعد أن انجذب إلى نشاط روبوغودزيلا، وصل جودزيلا إلى هونغ كونغ، واستشهد بوجود كونغ، وقام مباشرة بحفر عمود إلى غرفة العرش بأنفاسه الذرية. حاولت مايا وفريق ابيكس الهروب في حالة من الفوضى التي تلت ذلك، ولكن تم سحق HEAV من قبل كونغ. يصعد كونغ وإلين وجيا وناثان إلى هونغ كونغ، حيث يخوض كونغ غودزيلا في معركة أخيرة. كونغ يكتسب في البداية اليد العليا؛ ومع ذلك، يخرج غودزيلا منتصرا بعد إعاقة كونغ. تم القبض على ماديسون وجوش وبيرني من قبل الأمن واقتيدوا إلى والتر. على الرغم من مخاوف رين بشأن تقلب مصدر الطاقة، يأمره والتر بتفعيل روبوغودزيلا. الآن يمتلكه وعي غيدورا، يقتل روبوغودزيلا والتر ويصعق رين بالكهرباء ويشرك غودزيلا في المعركة ويطغى عليه. يقوم ناثان بإحياء كونغ من خلال تدمير HEAV على صدره، ويقنعه جيا بمساعدة غودزيلا. بينما تتغلب روبوغودزيلا على كلا الجبابرة، قام جوش بدوائر قصيرة من عناصر تحكم روبوغودزيلا مع دورق بيرني للخمور على لوحة التحكم الخاصة به، مما أدى إلى مقاطعة الميكانيكية مؤقتًا. يشحن جودزيلا فأس كونج بأنفاسه الذرية، مما يسمح لكونغ بتدمير ميكاجودزيلا. يجتمع ماديسون وبيرني وجوش مع مارك راسل، بينما يوافق غودزيلا وكونغ على هدنة قبل الذهاب إلى طريقهما المنفصل. في وقت لاحق، أنشأ مونارك نقطة مراقبة في الأرض الجوفاء، حيث يحكم كونغ الآن.